# Världsmästerskapen i alpin skidsport 1996
Världsmästerskapen i alpin skidsport 1996 hölls i Sierra Nevada i Spanien mellan den 12 och 25 februari 1996. Evenemanget skulle ha hållits 1995 men på grund av snöbrist i tävlingsbackarna fick man skjuta upp det ett år. Beslutet togs den 26 januari 1995, fyra dagar före den tänkta premiären.

## Resultat herrar

### Störtlopp
Datum: 17 februari 1996

| Placering | Land      | Namn             | Tid     |
| --------- | --------- | ---------------- | ------- |
| 1         | Österrike | Patrick Ortlieb  | 2:00.17 |
| 2         | Italien   | Kristian Ghedina | 2:00.44 |
| 3         | Frankrike | Luc Alphand      | 2:00.45 |

### Super-G
Datum: 13 februari 1996
| Placering | Land    | Namn                | Tid     |
| --------- | ------- | ------------------- | ------- |
| 1         | Norge   | Atle Skårdal        | 1:21.80 |
| 2         | Sverige | Patrik Järbyn       | 1:22.09 |
| 3         | Norge   | Kjetil André Aamodt | 1:22.11 |

### Storslalom
Datum: 23 februari 1996
| Placering | Land    | Namn                 | Tid     |
| --------- | ------- | -------------------- | ------- |
| 1         | Italien | Alberto Tomba        | 1:58.63 |
| 2         | Schweiz | Urs Kälin            | 1:59.07 |
| 3         | Schweiz | Michael von Grünigen | 1:59.45 |

### Slalom
Datum: 25 februari 1996
| Placering | Land      | Namn                 | Tid     |
| --------- | --------- | -------------------- | ------- |
| 1         | Italien   | Alberto Tomba        | 1:42.26 |
| 2         | Österrike | Mario Reiter         | 1:42.57 |
| 3         | Schweiz   | Michael von Grünigen | 1:42.81 |

### Kombination
Datum: 19 februari 1996
| Placering | Land      | Namn            | Tid     |
| --------- | --------- | --------------- | ------- |
| 1         | Luxemburg | Marc Girardelli | 3:31.95 |
| 2         | Norge     | Lasse Kjus      | 3:32.20 |
| 3         | Österrike | Günther Mader   | 3:32.93 |

## Resultat damer

### Störtlopp
Datum: 18 februari 1996
| Placering | Land     | Namn            | Tid     |
| --------- | -------- | --------------- | ------- |
| 1         | USA      | Picabo Street   | 1:54.06 |
| 2         | Tyskland | Katja Seizinger | 1:54.63 |
| 3         | USA      | Hilary Lindh    | 1:54.70 |

### Super-G
Datum: 12 februari 1996
| Placering | Land    | Namn             | Tid     |
| --------- | ------- | ---------------- | ------- |
| 1         | Italien | Isolde Kostner   | 1:21.00 |
| 2         | Schweiz | Heidi Zurbriggen | 1:21.66 |
| 3         | USA     | Picabo Street    | 1:21.71 |

### Storslalom
Datum: 22 februari 1996
| Placering | Land     | Namn               | Tid     |
| --------- | -------- | ------------------ | ------- |
| 1         | Italien  | Deborah Compagnoni | 2:10.74 |
| 2         | Schweiz  | Karin Roten        | 2:11.09 |
| 3         | Tyskland | Martina Ertl       | 2:11.44 |

### Slalom
Datum: 24 februari 1996
| Placering | Land      | Namn             | Tid     |
| --------- | --------- | ---------------- | ------- |
| 1         | Sverige   | Pernilla Wiberg  | 1:31.46 |
| 2         | Frankrike | Patricia Chauvet | 1:32.32 |
| 3         | Slovenien | Urška Hrovat     | 1:32.33 |

### Kombination
Datum: 19 februari 1996
| Placering | Land      | Namn              | Tid     |
| --------- | --------- | ----------------- | ------- |
| 1         | Sverige   | Pernilla Wiberg   | 3:19.68 |
| 2         | Österrike | Anita Wachter     | 3:22.35 |
| 3         | Norge     | Marianne Kjørstad | 3:22.35 |

## Medaljligan
| Placering | Land      | Guld | Silver | Brons | Total |
| --------- | --------- | ---- | ------ | ----- | ----- |
| 1         | Italien   | 4    | 1      | -     | 5     |
| 2         | Sverige   | 2    | 1      | -     | 3     |
| 3         | Österrike | 1    | 2      | 1     | 4     |
| 4         | Norge     | 1    | 1      | 2     | 4     |
| 5         | USA       | 1    | -      | 2     | 3     |
| 6         | Luxemburg | 1    | -      | -     | 1     |
| 7         | Schweiz   | -    | 3      | 2     | 5     |
| 8         | Tyskland  | -    | 1      | 1     | 2     |
|           | Frankrike | -    | 1      | 1     | 2     |
| 8         | Slovenien | -    | -      | 1     | 1     |

### Fotnoter
1. ↑  Horisont 1995, Bertmarks förlag, sidan 24 - Första gången sedan 1931: Alpina VM ställdes in